# Iklad, Pesta
Iklad  este un sat în districtul Aszód, județul Pesta, Ungaria, având o populație de 2.075 de locuitori (2011). 

## Demografie
Componența etnică a satului Iklad
     Maghiari (70,03%)
     Germani (28,76%)
     Necunoscut (0,22%)
     Alții (0,99%)
Componența confesională a satului Iklad
     Luterani (56,39%)
     Romano-catolici (15,33%)
     Fără religie (7,52%)
     Reformați (2,89%)
     Necunoscută (16,82%)
     Alte religii (2,02%)
Conform recensământului din 2011, satul Iklad avea 2.075 de locuitori. Din punct de vedere etnic, majoritatea locuitorilor (70,03%) erau maghiari, cu o minoritate de germani (28,76%). Apartenența etnică nu este cunoscută în cazul a 0,22% din locuitori.  Din punct de vedere confesional, majoritatea locuitorilor (56,39%) erau luterani, existând și minorități de romano-catolici (15,33%), persoane fără religie (7,52%) și reformați (2,89%). Pentru 16,82% din locuitori nu este cunoscută apartenența confesională.